# XEQK-AM
Radio Ciudadana cuyo indicativo es XEQK-AM es una emisora de radio que emite desde la Ciudad de México en la frecuencia de 1350 kHz de la banda de amplitud modulada con 2.5 kW de potencia en el día y 1 kW por las noches.

## Historia

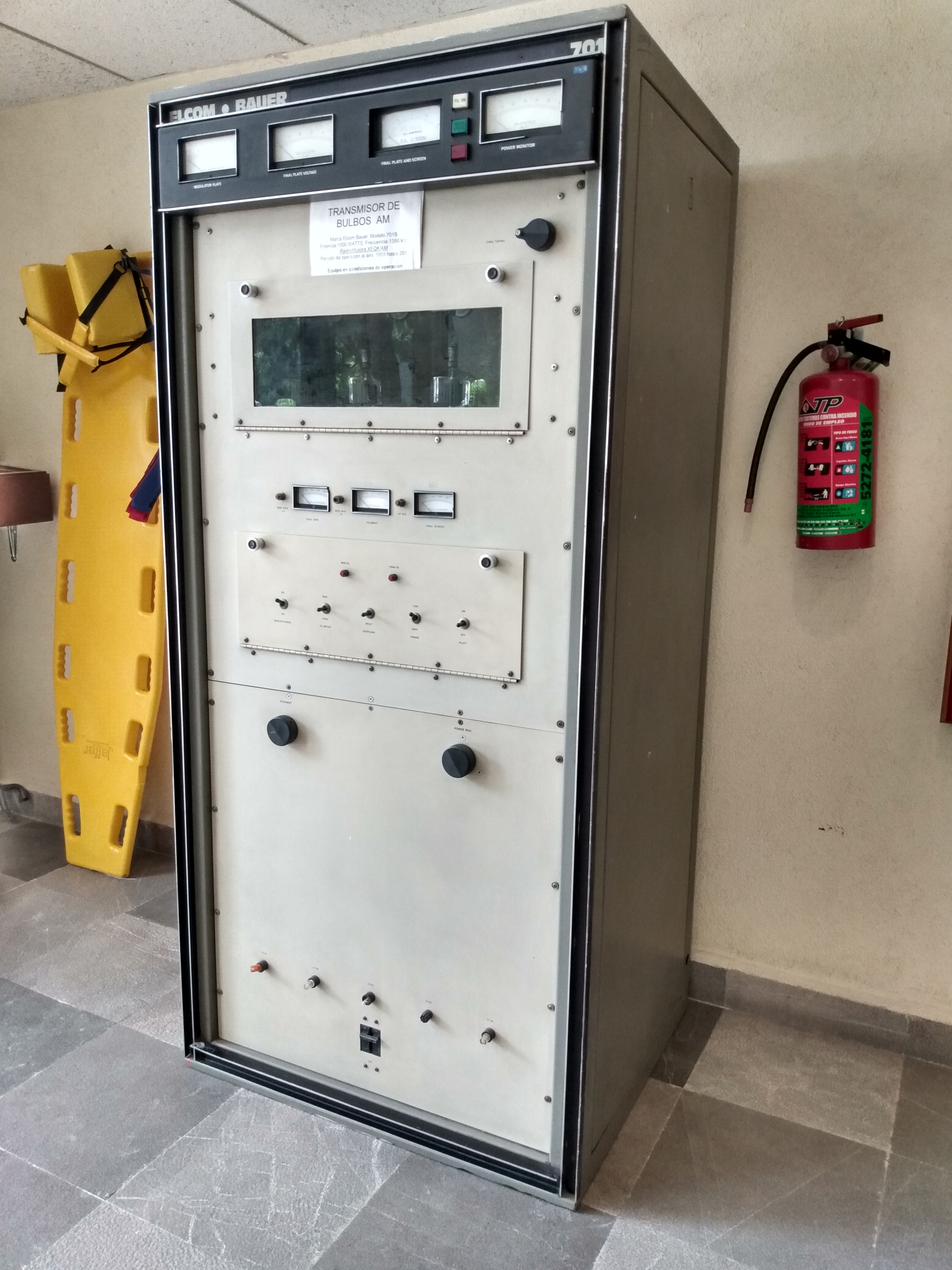
Transmisor de bulbos de la estación, usado entre 1955 y 2001.

La concesión de esta frecuencia fue dada en 1939 a Angel H. Ferreira, músico de jazz, compositor y dueño de la Radio Continental. Los estudios de la radio se establecieron en la calle de República de Uruguay, en el Centro Histórico de la Ciudad de México y el transmisor en la colonia Algarín. El estilo de la estación fue el de la difusión de música clásica y de concierto, concepto que no fue del gusto del público.

### La hora exacta de México
Su dueño decidió cambiar el concepto de la estación a La Hora Exacta de México basándolo en un servicio continuo de difusión de la hora obtenida del Observatorio Astronómico Nacional -por entonces y hasta 1948 establecido en Tacubaya- alternando entre minuto y minuto mensajes publicitarios de menos de doce palabras y un tono divisor. El concepto entró en funciones el 1 de enero de 1940 siendo innovador y útil dada la carencia de relojes de bajo costo y la popularidad y preeminencia de la radio en la sociedad mexicana de entonces. 

- (Locutor) La hora del Observatorio, misma de Haste, Haste la Hora de México. Siete de la mañana veinticuatro minutos, siete veinticuatro.
- (Tono).
- Mensajes publicitarios.
Radio Educación, "Historia..."

Su escucha era común en espacios públicos como terminales de autobuses y hospitales. También se desarrolló la costumbre de sintonizar la estación para marcar el inicio del año nuevo, minuto en la que el locutor anunciaba el inicio del nuevo año y a continuación se escuchaban doce campanadas.
Durante sus primeras transmisiones los locutores de la estación alternaban entre uno y otro la lectura de los mensajes para completar los tiempos, cada uno tenía tres horas por turno. En los años 60 fue introducido un sistema de automatización inventado por el ingeniero Felipe Gómez, alternando entre la lectura convencional y mensajes publicitarios grabados en cadenas de 57 segundos. Posteriormente, Gómez automatizaría la transmisión de mensajes de todos los minutos pregrabados Uno de sus locutores más famosos y longevos fue Luis Ríos Castañeda. Otro famoso locutor de la estación fue Jacobo Zabludovsky.
El concepto de La Hora Exacta inspiró la creación de Radio Reloj de Cuba, cuando Gaspar Pumarejo llevó el concepto a la isla a finales de los años 40.
En 1983 la frecuencia pasó al control del Instituto Mexicano de la Radio (IMER) luego de adquirirla a la empresa Organización Radiofónica Orfeón, año en que los mensajes publicitarios cortos desaparecieron siendo sustituidos por mensajes de tipo ciudadano. En 1999 los mensajes ciudadanos cambiaron a canciones breves. De 2003 a 2005 funcionó como La Radio de los Ciudadanos, regresando brevemente a su función de la hora exacta.
El 11 de febrero de 2008 el IMER decidió cambiar el concepto de la frecuencia AM a Radio Tropicalísima, la cual conserva hasta la fecha.
Hoy día la frecuencia XEQK pertenece al IMER bajo el mismo nombre "Radio Ciudadana" frecuencia 660 AM.